# 16 Canum Venaticorum
16 Canum Venaticorum är en vit underjätte i stjärnbilden Jakthundarna. Stjärnan har visuell magnitud +7,17 och är sålunda inte synlig utan fältkikare.